# Luarca
Luarca (Asturiaans: Ļļuarca) is de hoofdplaats van de gemeente Valdés in het Spaanse prinsdom Asturië. In 2009 telde Luarca 5292 inwoners. Het stadje ligt tussen steile hellingen aan de monding van het riviertje de Rio Negro in de Atlantische Oceaan en heeft een vissershaventje. Verder ligt het aan de pelgrimsroute naar Santiago de Compostella en wel aan de noordelijke variant daarvan.

## Geboren
- Severo Ochoa (1905-1993), biochemicus en Nobelprijswinnaar (1959)